# Jeff Sessions
Jefferson Beauregard Sessions III (sinh ngày 24 tháng 12 năm 1946) là một chính trị gia và luật sư người Mỹ. Ông là Bộ trưởng Bộ Tư pháp thứ 84 của Hoa Kỳ từ năm 2017 đến năm 2018. Ông còn là Thượng nghị sĩ Hoa Kỳ từ Alabama từ năm 1997 đến 2017, là thành viên của Đảng Cộng hòa. Ông được Tạp chí Time bình chọn là 100 người ảnh hưởng nhất trên thế giới vào năm 2018.

## Sự nghiệp
Năm 1981, Tổng thống Reagan đã đề cử ông làm Luật sư Hoa Kỳ cho Quận Nam, Tiểu bang Alabama.
Năm 1997, ông làm Thượng nghị sĩ Hoa Kỳ và là thành viên của Đảng Cộng hòa
Năm 2017, ông được Tổng thống Donald Trump đề cử thành công giữ chức Bộ trưởng Bộ Tư pháp Hoa Kỳ